# Жуковка (Павловський район)
Жу́ковка (рос. Жуковка) — село у складі Павловського району Алтайського краю, Росія. Входить до складу Павлозаводської сільської ради.

## Населення
Населення — 272 особи (2010; 284 у 2002).
Національний склад (станом на 2002 рік):
- росіяни — 96 %